# 1UP.com
1UP.com er en computerspilshjemmeside, som ejes og drives af Ziff Davis Media, som også udgiver magasinet Electronic Gaming Monthly (EGM). 1UP.com blev lanceret i 2003 og omfatter artikler, nyheder, omtaler og interview. 

## Ekstern henvisning
- Officiel hjemmeside Arkiveret 23. oktober 1996 hos  Wayback Machine

| Internet | Spire Denne internet-relaterede artikel er en spire som bør udbygges. Du er velkommen til at hjælpe Wikipedia ved at udvide den. |